# Departamento de Transporte de Iowa
El Departamento de Transporte de Iowa (en inglés: Iowa Department of Transportation, IADOT) es la agencia estatal gubernamental encargada en la construcción y mantenimiento de toda la infraestructura ferroviaria, carreteras estatales; así como sus federales, locales e interestatales, y transporte aéreo del estado de Iowa. La sede de la agencia se encuentra ubicada en Ames, Iowa y su actual director es Brian Ness.

## Distritos

### Distritos

Mapa de los distritos

El Departamento de Transporte de Iowa está dividido en seis distritos:
| Distrito   | Sede         | Condados |
| ---------- | ------------ | --- |
| Distrito 1 | Ames         | Boone, Greene, Grundy, Hamilton, Hardin, Jasper, Marshall, Polk, Poweshiek, Story, Tama, and Webster                                                                                     |
| Distrito 2 | Mason City   | Allamakee, Black Hawk, Bremer, Butler, Cerro Gordo, Chickasaw, Clayton, Fayette, Floyd, Franklin, Hancock, Howard, Humboldt, Kossuth, Mitchell, Winnebago, Winneshiek, Worth, and Wright |
| Distrito 3 | Sioux City   | Buena Vista, Calhoun, Carroll, Cherokee, Clay, Crawford, Dickinson, Emmet, Ida, Lyon, Monona, O'Brien, Osceola, Palo Alto, Plymouth, Pocahontas, Sac, Sioux, and Woodbury                |
| Distrito 4 | Atlantic     | Adair, Adams, Audubon, Cass, Dallas, Fremont, Guthrie, Harrison, Madison, Mills, Montgomery, Page, Pottawattamie, Ringold, Shelby, Taylor, and Union                                     |
| Distrito 5 | Fairfield    | Appanoose, Clarke, Davis, Decatur, Des Moines, Henry, Jefferson, Keokuk, Lee, Louisa, Lucas, Mahaska, Marion, Monroe, Muscatine, Van Buren, Wapello, Warren, Washington, and Wayne       |
| Distrito 6 | Cedar Rapids | Benton, Buchanan, Cedar, Clinton, Delaware, Dubuque (Iowa), Jackson, Johnson, Jones, Linn, and Scott                                                                                     |